# 落語天女おゆい オリジナルサウンドトラック
『落語天女おゆい オリジナルサウンドトラック』（らくごてんにょおゆい オリジナルサウンドトラック）は、テレビアニメ『落語天女おゆい』のサウンドトラック。2006年4月28日にThree Fat Samuraiから発売された。

## 概要
- 収録されている41曲のうち、主題歌を除く全39曲のBGMは市川淳が手掛けている。
- オープニングテーマ『サクラサク』とエンディングテーマ『花吹雪・恋吹雪』両曲のTVサイズバージョンを収録している。
- CDジャケットには、エンディングテーマでメインヒロイン6人が変身シーンする様子が描かれている。

## 収録曲
1. サクラサク（TV Version）
2. メインテーマ
3. メインテーマ 〜Brave〜
4. 出陣前夜
5. 夜を越えて
6. 江戸の炎
7. Before Ruin
8. angrily
9. To Your Sorrow
10. 楽しい日常 〜現代〜
11. 楽しい日常 〜江戸〜
12. 君がいる日々
13. A Se Ri
14. A Se Ri 2
15. The Mistake!!
16. By Your Side
17. 町内の平和
18. 雅の気持ち 〜優雅な生活〜
19. 雅の気持ち 〜乙女心〜
20. 鈴と一緒
21. 涼の行く道
22. 晶の隣
23. 妙が嬉しい時
24. 圓朝テーマ 〜登場〜
25. 圓朝テーマ 〜奮迅〜
26. 圓朝テーマ 〜我が道〜
27. With Anxiety
28. 右京登場
29. 右京の舞台
30. 黒衣の結婚式
31. 左京登場
32. Endless Night
33. Sharp Fear
34. 妖怪達
35. Last Battle
36. 静寂
37. 微笑み
38. 希望の形
39. With Friends
40. ずっと一緒に
41. 花吹雪・恋吹雪（TV Version）